# Tuileriensturm

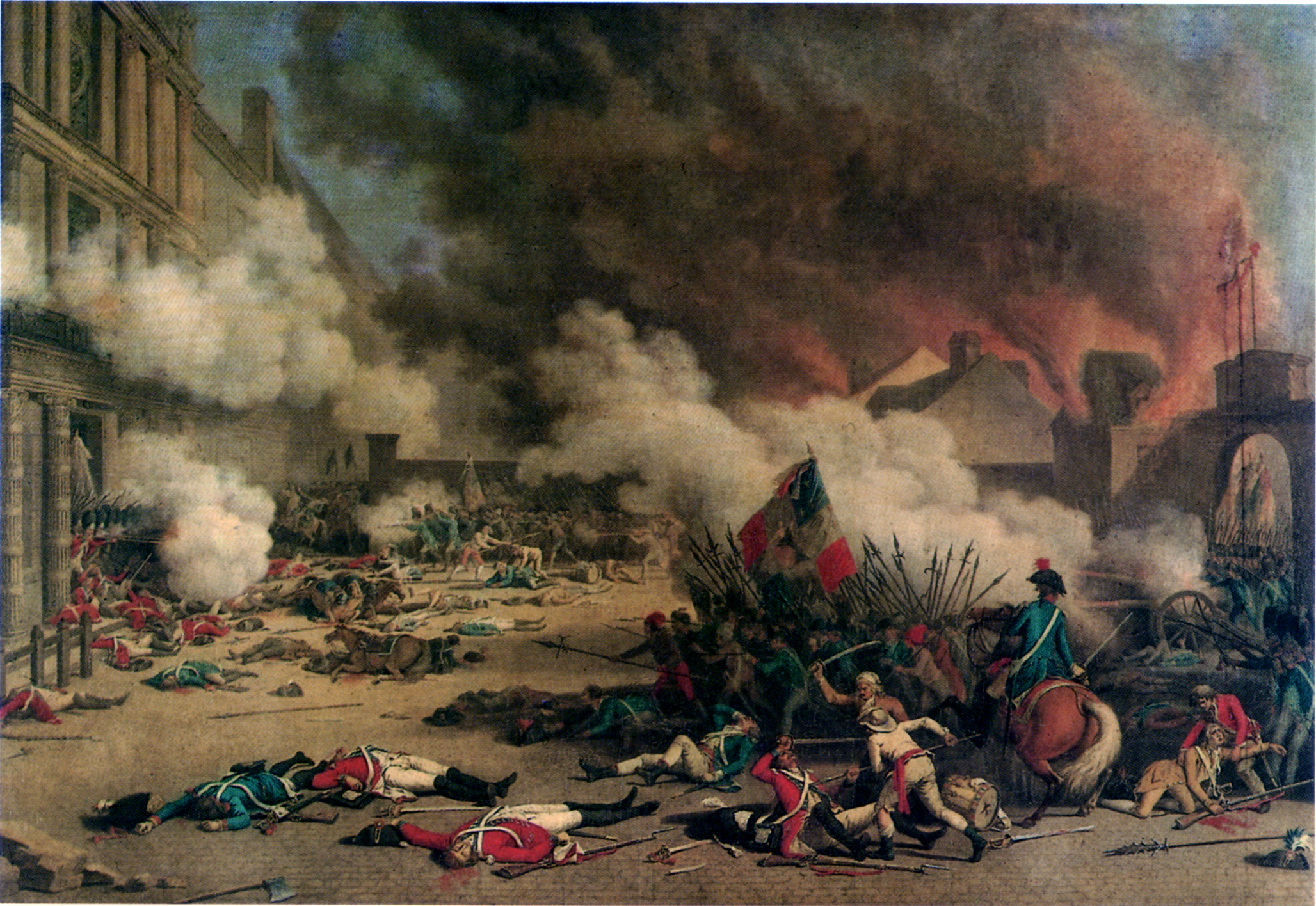
La prise des Tuileries, Gemälde von Jean Duplessis-Bertaux, 1793

Der Tuileriensturm (französisch prise des Tuileries) am 10. August 1792 war ein Ereignis während des Aufstands vom 10. August (französisch insurrection du 10 août) in Paris während der Französischen Revolution. Die von der Schweizergarde verteidigte königliche Residenz, der Tuilerienpalast, wurde an diesem Tag von aufständischen Bevölkerungsteilen mit Unterstützung der revolutionären Stadtregierung von Paris gestürmt. König Ludwig XVI. wurde zur Flucht in die Gesetzgebende Nationalversammlung gezwungen, die französische Aristokratie vorläufig gestürzt. Die Schweizergarde erlitt hohe Verluste.
In der französischen Geschichtsschreibung sind die Ereignisse unter der Bezeichnung journée du 10 août („Tag des 10. August“) oder kurz le 10 août bekannt. Mit Blick auf die hohe Zahl der Todesopfer wird auch die Bezeichnung massacre du 10 août verwendet.
Mit dieser „zweiten Revolution“ ging die gemäßigte erste Phase der Französischen Revolution in die radikale zweite Phase über. Bei den anschließenden Neuwahlen zum Nationalkonvent kam es zu einem politischen Linksruck. Mit der Entlassung sämtlicher schweizerischer Truppen aus französischen Diensten endete die militärische Zusammenarbeit zwischen Frankreich und der Eidgenossenschaft nach fast 300 Jahren abrupt.

## Vorgeschichte

### Situation der Schweizergarde

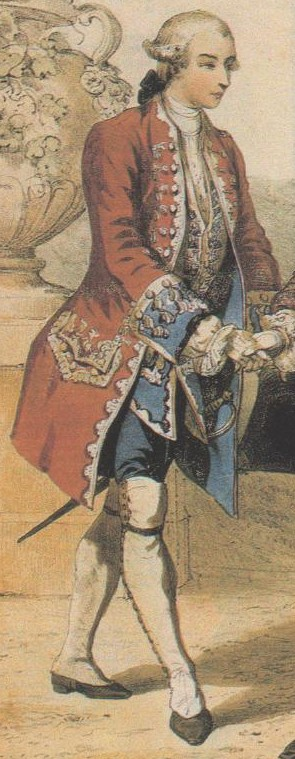
Offizier der königlichen Schweizergarde, Lithographie des 18. Jahrhunderts

Der Auftrag der Schweizergarde war der Schutz der Person des Königs. Sie besaß große Vorrechte gegenüber anderen Gardetruppen und ist nicht mit anderen schweizerischen Verbänden in französischen Diensten zu verwechseln. Zu Beginn der Revolution hatte sich die französische Garde mit dem Volk verbrüdert, weiter wurden die königlichen Haustruppen 1791 bis auf die Schweizergarde aufgelöst, so dass diese 1792 die letzte militärische Einheit darstellte, über die der König persönlich verfügte. Auch die Hundertschweizer, die zweite Gardeeinheit des Königs, war am 16. März 1792 entlassen worden.
Die Schweizergarde trug wie die schweizerischen Linienregimenter in französischen Diensten rote Uniformen. Sie unterschied sich jedoch durch das dunkelblaue Revers und die weißen Verzierungen. Die Grenadiere trugen Bärenmützen, die übrigen Soldaten und Offiziere Dreispitze und die Perücke der französischen Infanterie. Das Regiment der Schweizergarde in Paris bestand aus einem Stab und vier Bataillonen sowie einer Artilleriekompanie mit acht Geschützen, insgesamt 2416 Mann. 1792 war der Bestand auf 1500 Mann gesunken, da wegen der unsicheren Lage in Frankreich keine neuen Rekruten mehr in der Schweiz angeworben werden konnten. Außerdem befahl der König, die acht Geschütze mit Munition der Nationalgarde zu übergeben. In Friedenszeiten war die Schweizergarde außerhalb von Paris in Rueil und in der Caserne Charras in Courbevoie kaserniert.
Nach dem Beginn der Revolution machte sich auch bei der Schweizergarde Unruhe bemerkbar. Einige Offiziere aus Patrizierfamilien der verschiedenen Schweizer Kantone beschwerten sich über die bevorzugte Beförderung von Vertretern ausgewählter aristokratischer Geschlechter, die eine regelrechte Militäraristokratie innerhalb der Garde wie auch in der Heimat bildeten. Auch in der Truppe kam es wiederholt zu Meutereien. Nach der drastischen Bestrafung des Régiment de Châteauvieux nach der Nancy-Affäre 1790 kehrte jedoch die Disziplin wieder zurück.
Zu Beginn der Revolution befanden sich neben den Garden auch die schweizerischen Regimenter de Salis-Samaden, de Châteauvieux, de Diesbach und de Reinach in Paris. Angehörige dieser Regimenter fielen der Pariser Bevölkerung zweimal negativ auf, am 12. und am 14. Juli 1789, als sie als Ordnungstruppen und Verteidiger der Bastille auftraten. Durch die Auflösung und Zersetzung des königlichen Heeres stieg die Wichtigkeit der zwölf Schweizerregimenter für den König stark, da sie die einzigen verlässlichen Truppenteile waren.
Als Kommandant der Schweizergarden amtierte eigentlich Charles Philippe, der Graf von Artois, der Bruder des Königs. Da er ins Ausland geflohen war, vertrat ihn sein Stellvertreter, Lieutenant-général Graf Louis Augustin d’Affry (1713–1793) aus Freiburg im Üechtland, der gleichzeitig seit dem 21. Juni von der Nationalversammlung vereidigter Kommandant der Militärdivision von Paris und der Île-de-France war. D’Affry war schon sehr alt und ein politischer Gegner der Königin, weshalb er im August 1792 „aus gesundheitlichen Gründen“ das Kommando über die Gardetruppen im Tuilerienpalast an den Colonel de Maillardoz, ebenfalls aus Freiburg im Üechtland, übergab. Dieser wurde allerdings schon vor Ausbruch der Feindseligkeiten zusammen mit Maréchal de camp Karl Leodegar von Bachmann bei der Eskorte des Königs in die Reitschule dort festgesetzt, so dass die eigentliche Verteidigung der Tuilerien bei Capitaine Jost Dürler aus Luzern lag.

### Situation des französischen Königs

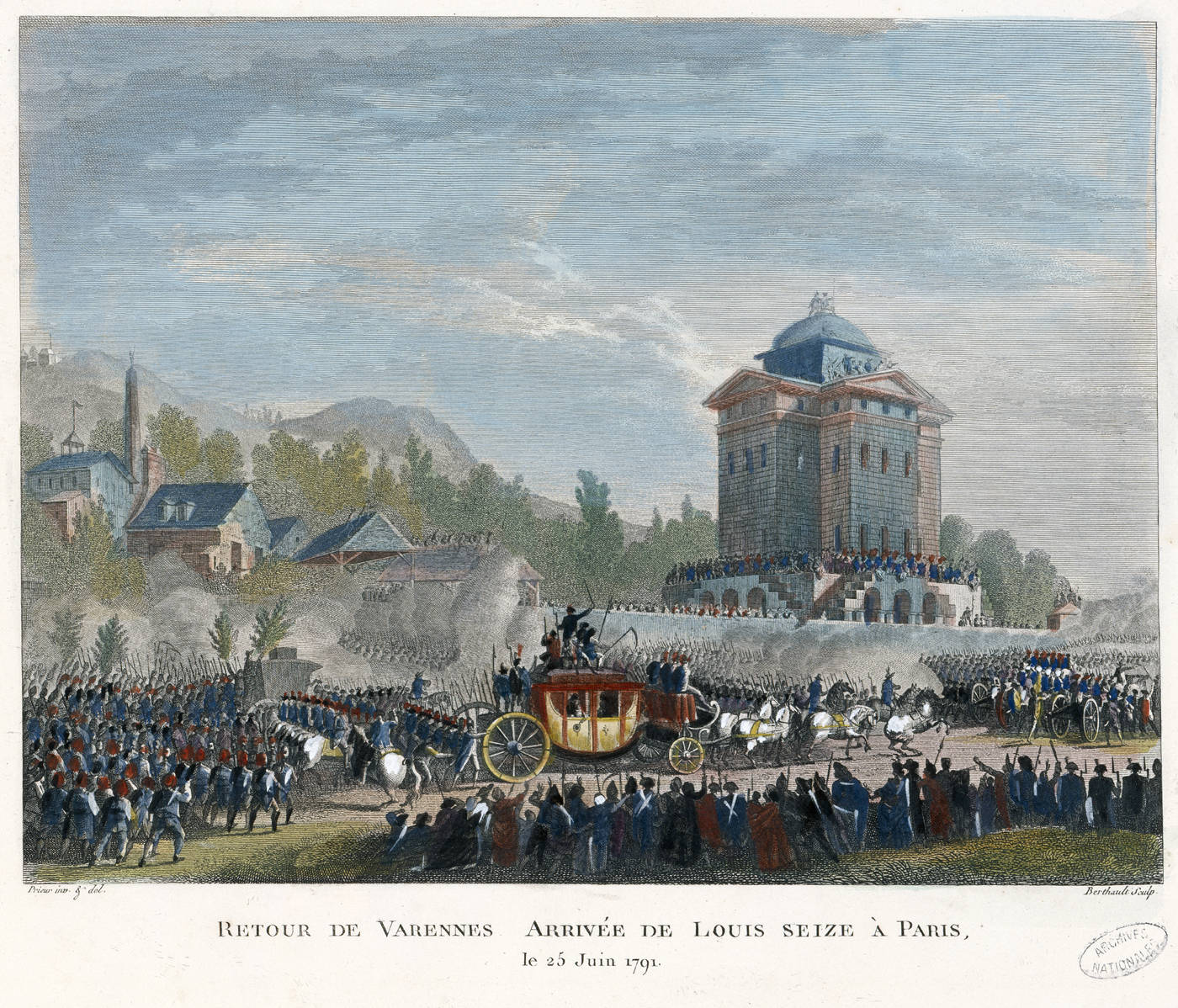
Ankunft des Königs Ludwig XVI. in Paris am 25. Juni 1791 nach der missglückten Flucht nach Varennes

Die französische Königsfamilie bewohnte den Tuilerienpalast erst seit dem 6. Oktober 1789, nachdem die Poissarden den Umzug des Hofes von Versailles nach Paris erzwungen hatten. Nach der versuchten Flucht Ludwigs XVI. ins Ausland vom 20./21. Juni 1791 (→Flucht nach Varennes) verschlechterte sich seine Situation zusehends. Er wurde gezwungen, der ersten französischen Verfassung zuzustimmen und im September einen Eid auf diese abzulegen.

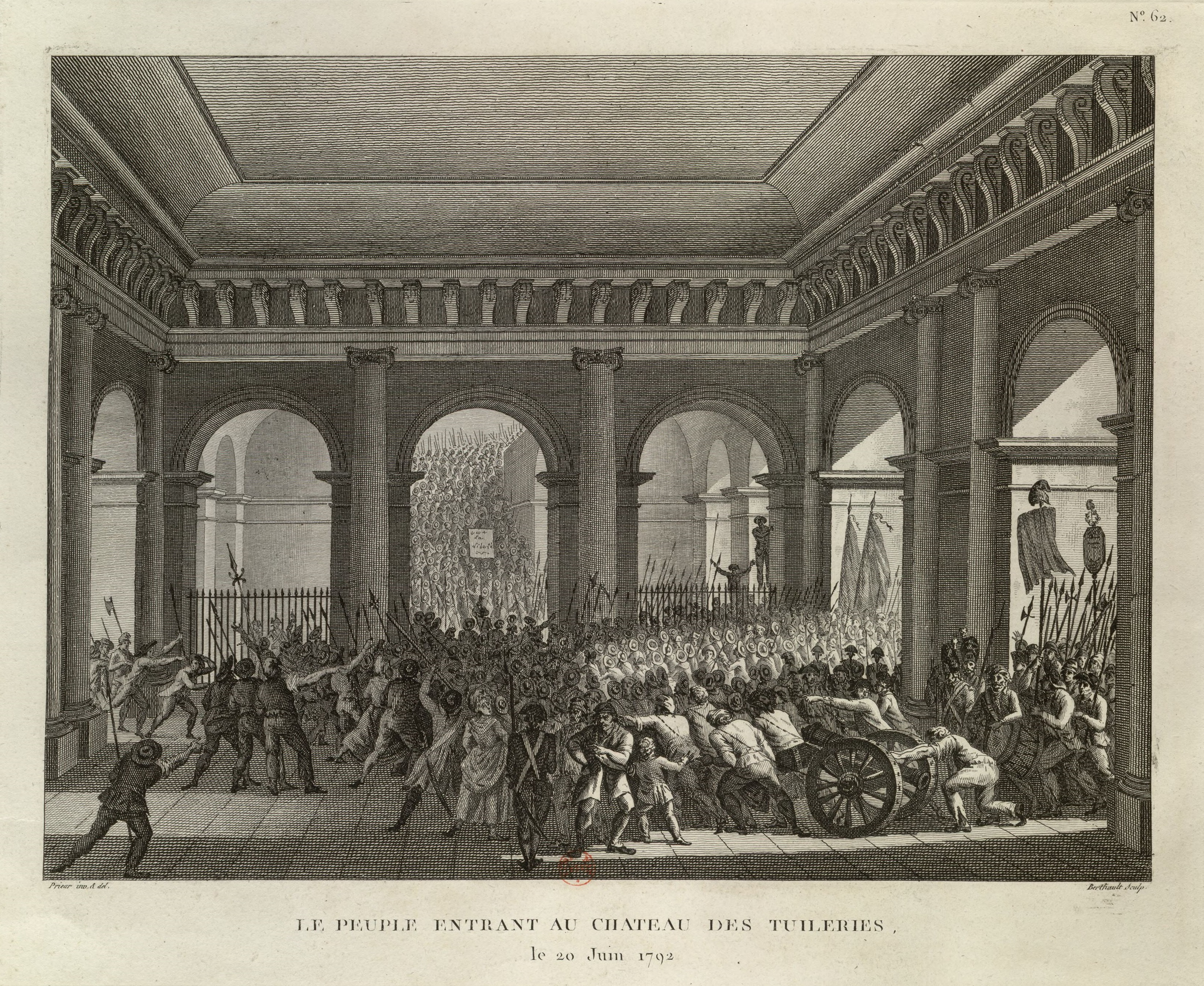
Das Volk dringt am 20. Juni 1792 in die Tuilerien ein, Darstellung von Pierre Gabriel Berthault, 1804

Nach Kriegsdrohungen des Auslands erklärte Frankreich im April 1792 Österreich den Krieg. Dadurch wurde besonders die Person der Königin, Marie-Antoinette, die aus dem österreichischen Herrscherhaus der Habsburger stammte, im Volk noch unbeliebter, als sie es ohnehin schon war.
Der für Frankreich schlechte Verlauf des Ersten Koalitionskrieges machte die Mobilisation der Pariser Bevölkerung notwendig, wodurch die Sansculotten, die radikalen Anhänger der Revolution, bewaffnet wurden. Schon am 20. Juni 1792 zog ein bewaffneter Haufen Sansculotten vor den Palast des Königs, konnte jedoch durch eine Geste beruhigt werden: Der König zeigte sich am Fenster und setzte die rote Jakobinermütze auf.

### Beginn der Unruhen
Am 1. August 1792 wurde in Paris das so genannte Manifest des Herzogs von Braunschweig bekannt. Der Oberbefehlshaber der preußischen und österreichischen Truppen, die zum Einmarsch in Frankreich bereitstanden, Karl II. Wilhelm Ferdinand von Braunschweig, rief darin unter Drohungen zu widerstandsloser Unterwerfung der französischen Truppen, Nationalgardisten und Bevölkerung auf, um die königliche Familie aus der Gefangenschaft zu befreien und Ludwig XVI. in seine angestammten Rechte wiedereinzusetzen.
Die beabsichtigte Wirkung dieser Proklamation verkehrte sich jedoch ins Gegenteil. In den Pariser Sektionen, die sich bis auf eine bereits für die Absetzung des Königs ausgesprochen hatten, wurden nun Aufstandsvorbereitungen getroffen. Damit wurde der Bruch zwischen dem Volk und der Gironde offensichtlich, die aus Furcht vor den revolutionären Massen weiterhin mit dem König verhandelte und sich nicht zu seiner Absetzung durchringen konnte. Da die Passivbürger seit dem 30. Juli Zugang zur Nationalgarde erhalten hatten und in den Sektionen von Paris das allgemeine Wahlrecht eingeführt worden war, drängten die radikalen Revolutionäre, angeführt von Maximilien de Robespierre, an die Macht. Er verlangte die sofortige Auflösung der gesetzgebenden Versammlung und die Einberufung eines Konvents zur Reform der Verfassung von 1791. Das Föderationsfest verschaffte Robespierre eine neue Plattform und zusätzliche Anhänger. Auf seine Anregung hin gründeten die Föderierten ein geheimes Direktorium.
Das Manifest des Herzogs von Braunschweig machte den Aufstand unausweichlich, da die Bevölkerung von Paris damit aufs Äußerste gereizt wurde. Fast täglich fanden vor dem Tuilerienpalast Aufmärsche von protestierenden Gruppen von Sansculotten statt. Offen drohten Gruppen von Föderierten, den Palast mit Gewalt zu stürmen, um sich des Königs zu bemächtigen. Die Pariser Sektionen setzten der Nationalversammlung eine Frist bis zum 9. August, um ihr Gesuch zur Absetzung des Königs positiv zu beantworten.
Die Schweizergarde erhielt am 4. August unter dem Eindruck der Unruhe in Paris den Befehl, aus ihrer Kaserne zum Tuilerienpalast zu ziehen, später mussten sie aber wieder abrücken. Unter einem Vorwand wurden am 7. August 300 Mann in die Normandie entsandt, so dass die Garde am 9. August lediglich 900 Mann zählte. Die 300 Mann sollten angeblich eine mögliche Flucht des Königs nach England vorbereiten. Am 8. August erhielten die vier Bataillone der Garde den Befehl, neuerlich in den Palast zu ziehen, wo sich schließlich um drei Uhr morgens ca. 1000 Mann einfanden.

## Der Aufstand

### Ereignisse in der Nacht

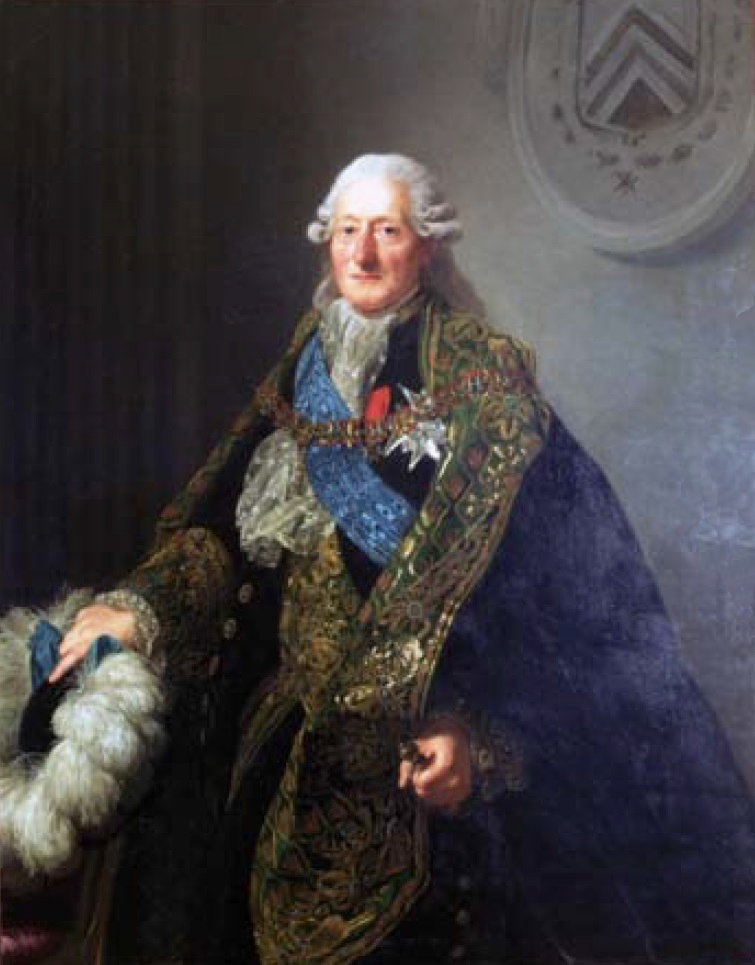
Graf Louis Augustin d’Affry, Oberbefehlshaber der Schweizergarde und Militärgouverneur von Paris

Als am 9. August 1792 die Nationalversammlung immer noch keinen Beschluss über den König zustande gebracht hatte, läuteten in der Nacht zum 10. August die Glocken von Paris, beginnend um etwa 23:45 Uhr mit den Sturmglocken des ehemaligen Franziskanerklosters Couvent des Cordeliers. Im Rathaus gründeten die radikalen Sektionen anstelle der legalen Gemeinde die sogenannten „aufständische Kommune“ (Commune insurrectionnelle) von Paris. Auf Befehl Dantons wurden etwa 80.000 Patronen an die Bürger verteilt. Nun sollte die Legislative gewaltsam zur Absetzung des Königs und zur Verfassungsreform gezwungen werden.
Zusätzlich zur Schweizergarde rückten in der Nacht 2000 Mann der Garde nationale auf Befehl der Nationalversammlung im Tuilerienpalast ein. Sie verfügten auch über zwölf Kanonen und 900 Mann berittene Gendarmerie. Die Loyalität dieser Truppen galt jedoch nicht als sicher. Als die Nachricht über den Aufruhr in der Stadt zum Palast drang, wurde den Gardisten angeblich nur jeweils dreißig Patronen ausgehändigt, da nicht mehr auf Lager waren. Nach anderen Quellen wollte der Kommandant d’Affry absichtlich die Garde nicht mit zu viel Munition und Waffen ausrüsten, da er eine Verteidigung der Tuilerien für aussichtslos hielt und keine Konfrontation zwischen der Garde und der Pariser Bevölkerung riskieren wollte. Zusätzlich zu den Gardetruppen fanden sich auch einige Adlige im Palast ein, um dem König beizustehen.
Um 23 Uhr war angeblich die Nachricht an den Königshof gedrungen, um Mitternacht plane die Kommune den Angriff auf die Tuilerien, um sich des Königs zu bemächtigen, den sie als Geisel nach Vincennes zu verschleppen hoffte. Damit sollte Paris vor dem Sturm der ausländischen Truppen geschützt werden. Trotz des mitternächtlichen Sturmläutens blieb es vor den Tuilerien ruhig, und der König schlief voll angezogen während der übrigen Nacht.

### Ereignisse am Tag

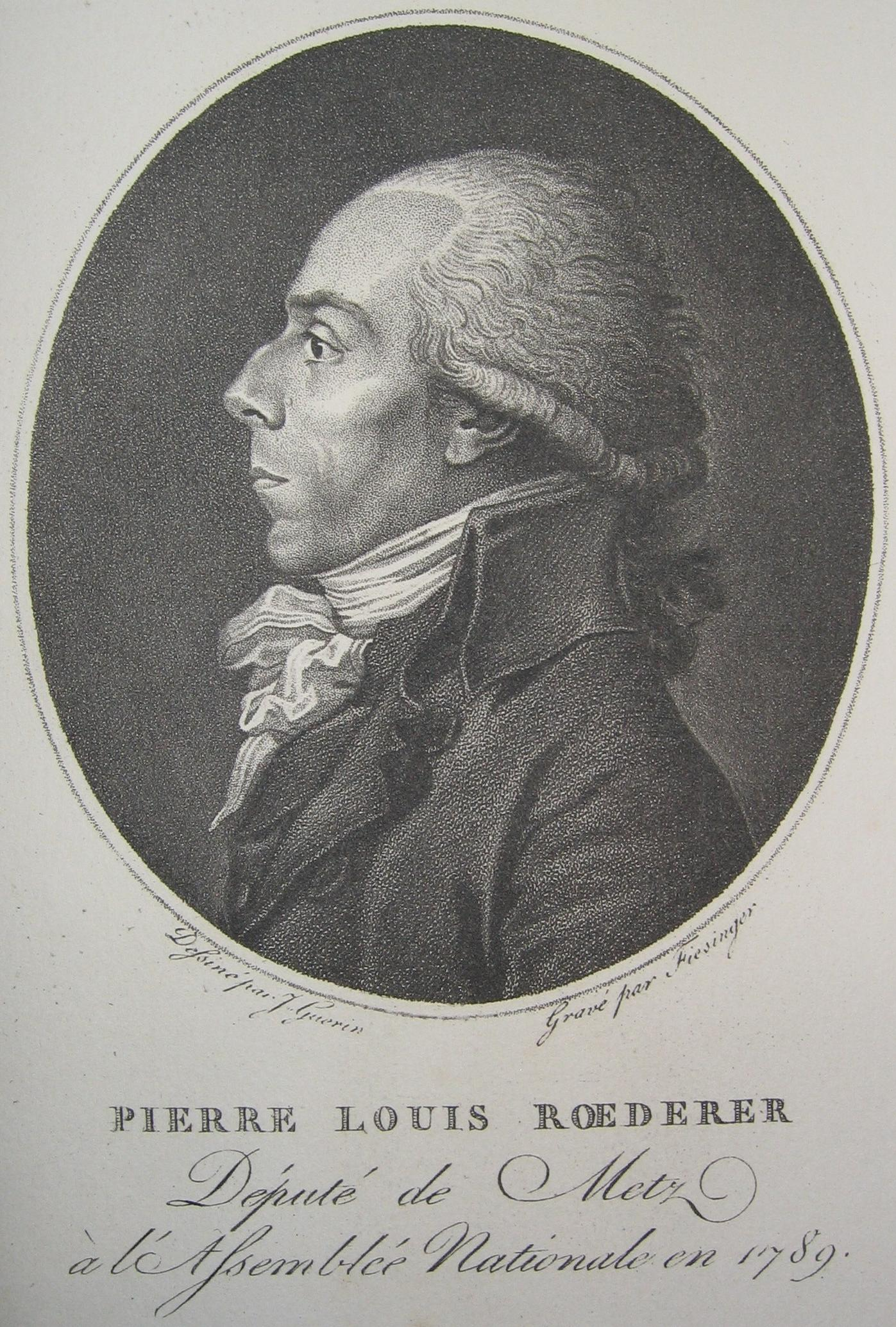
Pierre-Louis Roederer auf einem zeitgenössischen Stich

Erst morgens um 6 Uhr waren die Aufständischen so weit, dass sie in die Stadt vorrücken konnten. Der Kommandant der Nationalgarde von Paris, der Marquis de Mandat, wurde unter einem Vorwand aus dem Palast zum Hôtel de Ville gelockt und dort von den Aufständischen ermordet. Nun wurde er durch einen Jakobiner ersetzt.
Als sich von allen Seiten das Volk um die Tuilerien sammelte, zeigte sich der König in Begleitung seiner Frau bei seinen Gardetruppen. Während die Schweizergarde den König durch ein «Vive le Roi!» ihrer Loyalität versicherten, stimmten große Teile der französischen Nationalgarde ein «Vive la Nation!» an und zogen ungefähr um 7 Uhr von den Tuilerien ab. Gleichzeitig traf der Girondist Pierre-Louis Roederer als Abgesandter der Gesetzgebenden Nationalversammlung beim König ein und bat ihn, in den Räumlichkeiten des Parlaments in der benachbarten Salle du Manège Schutz zu suchen. Da der König den Palast gegen den Rat seiner Frau daraufhin mit seiner Familie tatsächlich verließ, räumten auch die letzten Nationalgardisten bis auf einen Zug Grenadiere die Tuilerien. Zwei Bataillone Nationalgarden und 150 Schweizergardisten begleiteten den König, seine Familie und sein Gefolge in die Reitschule, wo die Offiziere und einige Soldaten bereits festgesetzt wurden. Der König und die Seinen wurden in der hinter dem Platz des Präsidenten gelegenen Loge des Protokollführers untergebracht.
Die zurückgebliebenen 750 Gardisten und rund 200 französischen Adligen zogen sich ins Gebäude zurück, als die Masse der Kommune in den Schlosshof eindrang. Insgesamt sollen ca. 1000 Verteidiger im Palast und in der Schlosskapelle zurückgeblieben sein. Den Oberbefehl hatte in diesem Moment der Maréchal de France Augustin-Joseph de Mailly. Sie verfügten als Schwachpunkt über keinerlei Artillerie. Der Zug der Kommune soll aus rund 100.000 Menschen mit fünfzig Geschützen bestanden haben, wobei nur etwa 25.000–30.000 organisierte Truppen waren.
Die Menge versuchte vergeblich, die Garde zum Übertritt auf ihre Seite zu überreden, und verlangte die Übergabe des Gebäudes. Aus ungeklärten Gründen kam es nach wechselseitigen Provokationen zur Eskalation. Als die Aufständischen den Angriff eröffneten und einige Kanonenschüsse auf die Tuilerien abgaben, gingen die Verteidiger zum Gegenangriff über und trieben die schlecht organisierte Menge aus dem damaligen Schlosshof und der Place du Carrousel hinaus in die Gassen der Häuser, die damals noch den heutigen Hof des Louvres füllten. Dabei fanden zahlreiche Angreifer den Tod, die Gardisten konnten einige Kanonen sowie größere Mengen Munition erobern.
Als in den Räumlichkeiten der Nationalversammlung die Geschütze und das Gewehrfeuer zu hören waren, musste Ludwig XVI. unter dem Druck der Abgeordneten einen Befehl unterzeichnen, der die Garde zum Rückzug zur Nationalversammlung aufforderte. Der Befehl gelangte zu den Offizieren, die auf der Seite des Louvres kämpften. Sie sammelten darauf rund 200 Mann und zogen mit ihnen in Paradeordnung im Kugelhagel der triumphierenden Volksmenge ab.
Im allgemeinen Chaos der Kämpfe drang der Befehl zum Abzug jedoch nicht zu allen Teilen der Garde durch. Die verbliebenen Gardisten wurden gemäß zahlreichen Augenzeugenberichten auf brutale Weise niedergemetzelt und ihre Körperteile als Trophäen auf Piken herumgetragen. Es existieren zahlreiche Legenden über Einzelschicksale von Offizieren und Angehörigen der Mannschaft, deren Authentizität nicht gesichert ist. Zu den Gefallenen zählte auch der Maréchal de camp Antoine Charles Augustin d’Allonville. Ein Teil der Truppe schlug sich bis zur Nationalversammlung durch, ein anderer Teil von ungefähr fünfzig Mann geriet lebend in Gefangenschaft, soll aber auf dem Weg ins Gefängnis ebenfalls von der Menge umgebracht worden sein. Die überlebenden Gardisten, die sich zur Nationalversammlung durchgeschlagen hatten, erhielten dort vom König den Befehl, die Waffen niederzulegen und sich in ihre Kaserne zurückzuziehen. Die Kaserne war jedoch mittlerweile geplündert und angezündet worden und ein ordentlicher Rückzug war angesichts des Volkszorns unmöglich. Die verbliebenen 150 Soldaten wurden deshalb in der Kirche des Feuillantenklosters eingeschlossen.
Die Hälfte der Generalkompanie weigerte sich, die Waffen niederzulegen, und versuchte, sich zu ihrer Kaserne durchzuschlagen. Am Eingang zu den Champs-Élysées wurden sie jedoch aufgerieben. Die wenigen Überlebenden wurden anschließend im Rathaus von Paris verhört und dann auf der Stelle von der aufgebrachten Menge getötet.
Die übrigen rund 450 Gardisten, die den Befehl zur Sammlung im Kampf um den Palast nicht mitbekommen hatten, kämpften weiter. Um 11 Uhr begannen die Nationalgardisten mit Unterstützung von rund 30 bis 40 Geschützen mit dem Sturm des Palastes. Die Gardisten verteidigten den Palast Saal um Saal und fügten den Angreifern hohe Verluste zu. Schließlich versuchten auch hier einige Truppenverbände, sich zu ihren Kasernen durchzuschlagen, allerdings vergeblich. Von der wütenden Menge und der Nationalgarde wurden sie nach zeitgenössischen Berichten regelrecht zerfleischt. Auch bei den Leichen der Gefallenen soll es zu Schändungen gekommen sein. Der Volkszorn entlud sich nach dem Erlöschen des letzten Widerstands am Palast der Tuilerien, dessen Innenausstattung völlig zerstört wurde. Weil man glaubte, es würden sich noch Schweizer in den Kellergewölben verstecken, wurden diese sogar geflutet.
Anschließend an den Tuileriensturm wurden die in den Kasernen verbliebenen Schweizer ebenfalls verhaftet und zum Tode verurteilt.

## Zahl der Opfer
Je nach Quelle fielen am 10. August zwischen 550 und 700 Schweizergardisten. Auf den Seiten der Pariser Bevölkerung und der Nationalgarde soll es zwischen 600 und 4000 Tote gegeben haben. Wie bei allen Zahlenangaben in Zusammenhang mit dem Tuileriensturm gehen die Zahlen der Toten weit auseinander. Zu den Opfern sind auch jene 246 Gardisten und Offiziere zu rechnen, die am 2. September 1792 zum Tode verurteilt und anschließend ermordet wurden (siehe unten).
Trotz der Gefahren gelang einigen Schweizergardisten dank der Hilfe der Pariser Bevölkerung die Flucht aus Paris. Insgesamt konnten 17 Offiziere und 200 Unteroffiziere und Soldaten aus Paris entkommen.

## Folgen

### Sturz des Königs und politischer Linksruck
Solange der Kampf um die Tuilerien nicht entschieden war, behandelte die Nationalversammlung Ludwig XVI. weiter als König, sobald aber der Sieg der Aufständischen klar war, beschloss sie seine vorläufige Amtsenthebung und die Einberufung eines Konvents zur Verfassungsrevision nach allgemeinem Wahlrecht. Der König war gestürzt und wurde im Temple festgesetzt.
Bei den anschließenden Neuwahlen zum Nationalkonvent kam es zu einem politischen Linksruck, da die Feuillants aus dem Parlament ausgeschlossen wurden. Nun vertraten die rechts positionierten Girondisten die gemäßigtere Position, während auf der linken Seite die Montagnards (Bergpartei) den radikalen Flügel unter Robespierre bildete. Der liberale Adel und das Großbürgertum der Gironde war in den Augen des Volkes kompromittiert. Damit war der Sieg der radikalen Kreise um Robespierre vollständig. Soboul nennt die Ereignisse des 10. August deshalb „die zweite Revolution“.

### Ermordung der gefangenen Schweizergardisten

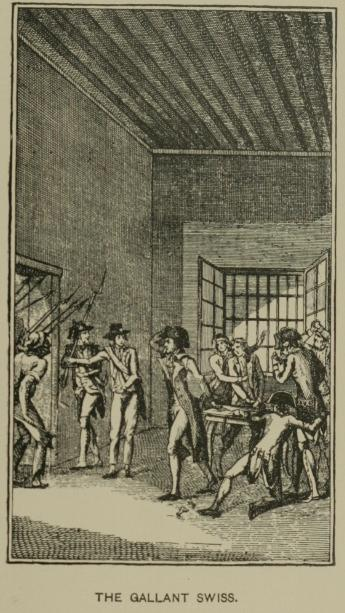
Schweizergardisten auf dem Weg zur Guillotine

In weiten Teilen der Bevölkerung setzte sich nach dem Tuileriensturm der Eindruck fest, die Verteidiger des Schlosses hätten die Angreifer in das Innere gelockt, um ihnen dort eine Falle zu stellen. Die 246 Gardisten und Offiziere, die sich am Abend des 11. August noch in der Gewalt des Konvents befanden, wurden am 2. September 1792 durch ein Revolutionstribunal über „die Verbrechen des 10. August“ zum Tode verurteilt. Sie wurden in den folgenden Tagen während der Septembermorde zusammen mit zahlreichen Adligen und Vertretern der Gironde, teilweise unter grausamen Umständen, ermordet oder später guillotiniert. Maréchal de camp Bachmann wurde ordentlich mit der Guillotine am 3. September hingerichtet. Die Leichen der Schweizergardisten wurden in den Friedhöfen der Madeleine und von Roule beerdigt, wo auch Ludwig XVI. sein Grab fand.
Auch Graf d’Affry wurde festgenommen und vor ein Tribunal gestellt. Er wurde aber freigesprochen, weil er aussagte, er habe den Schweizergardisten trotz zweimaligen Ersuchens der Königin den Schießbefehl nicht gegeben, was man daran ersehen könne, dass er den Gardisten nur sechs Patronen habe aushändigen lassen. Nach anderen Quellen hat das Tribunal sein hohes Alter berücksichtigt sowie die Tatsache, dass er zum Zeitpunkt des Sturms das Kommando über die Garde gar nicht effektiv ausgeübt hatte.

### Entlassung schweizerischer Truppen
Als Folge der Ereignisse wurden alle schweizerischen Truppen in französischen Diensten entlassen und unter der Aufsicht des Grafen d’Affry in die Schweiz zurückgeführt. Frankreich weigerte sich in der Folge auch, den Soldaten und Offizieren den ausstehenden Sold bzw. die ihnen zustehenden Pensionen auszuzahlen. Damit endete die Tradition des schweizerischen Solddienstes in Frankreich vorläufig, die seit dem 15. Jahrhundert ein einträgliches Geschäft für die schweizerische Aristokratie gewesen war. Erst unter Napoléon wurden wieder schweizerische Regimenter in Frankreich gebildet.

### Reaktionen in der Schweiz

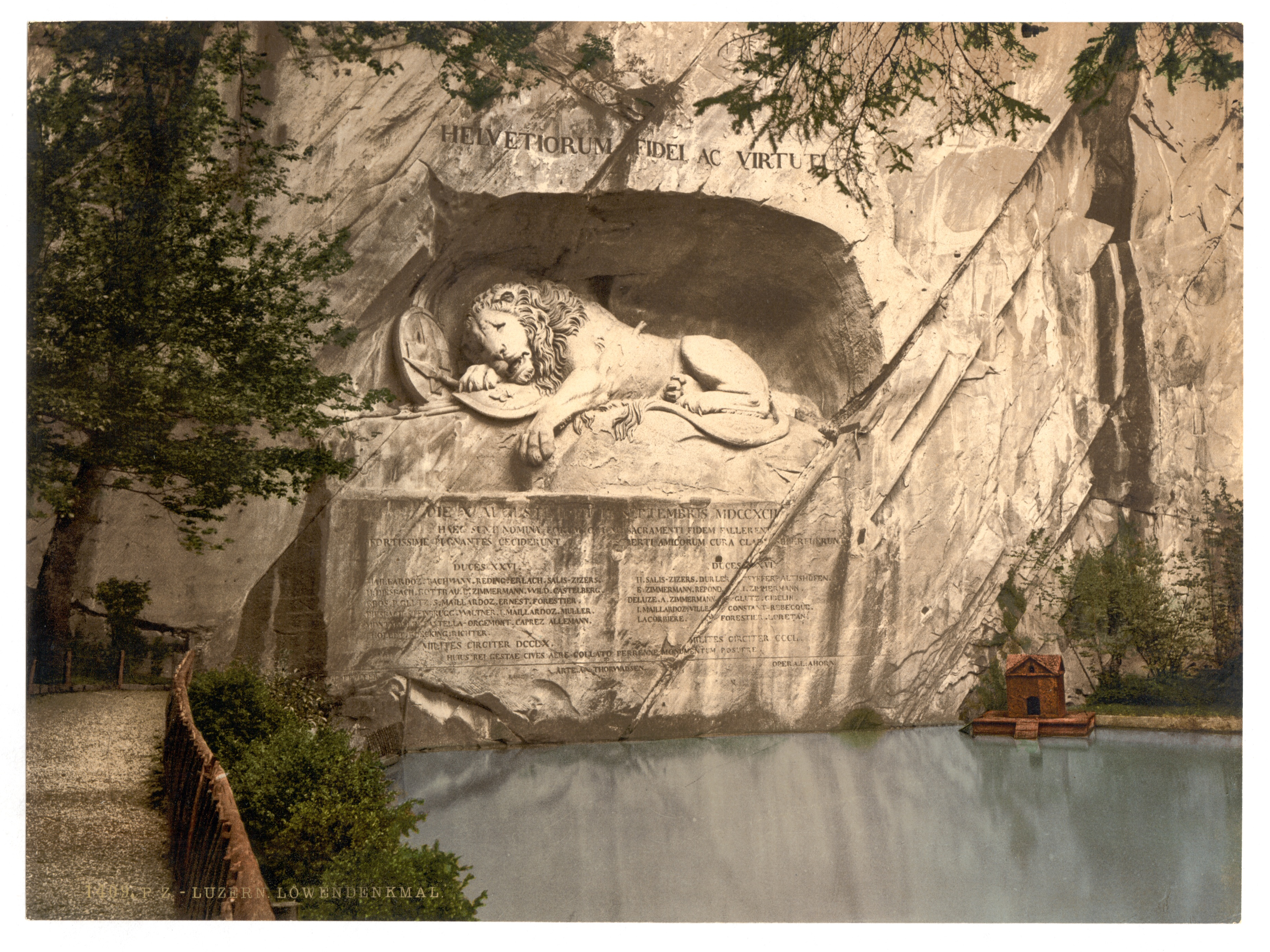
Das Löwendenkmal Luzern

In der Eidgenossenschaft wurde die Rolle der Schweizer Truppen beim Tuileriensturm später kontrovers diskutiert. Als die Nachricht über die Ereignisse zwischen dem 15. und dem 20. August in die Schweiz gelangte, überwog jedoch die öffentliche Empörung. Der Ruf nach Vergeltung und einem Zusammengehen mit den Ländern, die mit Frankreich im Krieg standen, fand jedoch keine Mehrheit. Während die Anhänger der Revolution und später des Liberalismus die Sinnlosigkeit des Opfergangs für den König behaupteten und als mahnendes Beispiel für ihren Kampf gegen das Söldnerwesen verwendeten, diente der „Heldentod“ der „treuen Schweizer“ konservativen und aristokratischen Kreisen als Vorbild.
Im August 1817 stiftete die eidgenössische Regierung die Medaille vom 10. August 1792 für die überlebenden Verteidiger der Tuilerien. Am 10. August 1821 wurde das Löwendenkmal in Luzern feierlich eingeweiht. Über dem Löwen eingemeißelt ist das lateinische Motto Helvetiorum fidei ac virtuti („Der Treue und Tapferkeit der Schweizer“).

## Film
- La Marseillaise (F, 1938), Regie Jean Renoir